# Ger Klein
Gerrit (Ger) Klein (Den Helder, 4 september 1925 – Rotterdam, 9 december 1998) was een Nederlands politicus en natuurkundige. Namens de Partij van de Arbeid was hij staatssecretaris in het kabinet-Den Uyl en lid van de Tweede Kamer der Staten-Generaal.

## Biografie
Ger Klein studeerde natuurkunde aan de Gemeentelijke Universiteit in Amsterdam (de huidige Universiteit van Amsterdam). In het laatste jaar van de Tweede Wereldoorlog tot juni 1946 was hij als oorlogsvrijwilliger radarinstructeur in Douglas, op het eiland Man. Hij promoveerde in 1952 in de wis- en natuurkunde aan dezelfde universiteit en was vervolgens als wetenschappelijk medewerker en hoofdnatuurkundige werkzaam bij het Natuurkundig Laboratorium van Philips. Van 1967 tot 1972 was Klein als hoogleraar aan de Technische Hogeschool Delft verbonden. In deze periode was hij tevens lid van het partijbestuur en het dagelijks bestuur van de PvdA. Klein was in 1966 mede-initiatiefnemer van de vernieuwingsbeweging Nieuw Links.
Bij de Tweede Kamerverkiezingen 1972 werd Klein gekozen in het parlement. Hij zou maar enkele maanden Kamerlid blijven, aangezien hij op 11 mei 1973 benoemd werd tot staatssecretaris van Onderwijs en Wetenschappen in het net gevormde kabinet Den Uyl. Klein kwam met omvangrijke plannen voor herstructurering van het universitair onderwijs, die onder meer invoering van een tweefasenstructuur behelsden. Hij verlaagde het collegegeld en zorgde ervoor dat er meer studiefinanciering ging naar studenten uit lagere inkomensgroepen en uitwonende studenten. Samen met minister van Onderwijs en Wetenschappen Jos van Kemenade presenteerde Klein in 1975 een toekomstvisie op het hoger onderwijs in Nederland.
Na de Tweede Kamerverkiezingen 1977 keerde Klein terug in de Kamer. Hij hield zich in het parlement hoofdzakelijk bezig met wetenschappelijk onderwijs en kernenergie en was ondervoorzitter van de vaste commissie voor het Wetenschapsbeleid. In de nacht na het debat over het oorlogsverleden van CDA-parlementariër Willem Aantjes, op 7 november 1978, voelde hij letterlijk iets knappen in zijn hoofd. "Ik rij de brug bij Spijkenisse op en plotseling voel ik een geweldige dreun/knak in mijn voorhoofd rechts, alsof een heel zware schakelaar wordt overgehaald en mijn hoofd uit elkaar barst", beschreef hij later in een autobiografie. Het bleek het begin te zijn van manische depressiviteit, die de rest van zijn leven zou beheersen. "Op een gegeven moment zie je jezelf in je nakie door de vrieskou rondjes om het huis rennen. Daar ging de man die een getalenteerd fysicus en staatssecretaris van onderwijs was: geschift." De ziekte zou zijn voortgekomen uit frustraties over de gang van zaken rond het debat over Aantjes, waarin Klein niet het woord mocht voeren en een moeizame relatie met zijn partij.
Op 5 februari 1980 verliet Klein de politiek om toe te treden tot de Raad van Bestuur van TNO, waar hij directeur sociale zaken werd. Dit zou hij tot 1985 blijven doen. Klein overleed in 1998 aan een niet-herkende blindedarmontsteking.

## Publicaties
- Kosmische stralingscascades onder dikke lagen materiaal (dissertatie, 1952)
- Over de rooie - Relaas van een manisch-depressief politicus (1994)

## Voetnoot
1. ↑  Achtergrond bij fragment Staatssecretaris Gerrit Klein, uit: Zomergasten, 31 juli 2011 met neurobioloog Dick Swaab.. VPRO. Geraadpleegd op 19 maart 2025.

- Biografisch Portaal: 19778035
- Digitale Bibliotheek voor de Nederlandse Letteren: klei055
- International Standard Name Identifier: 0000 0003 6870 3653
- Mathematics Genealogy Project: 114262
- Nederlandse Thesaurus van Auteursnamen: 067695329
- Parlement.com: vg09llg6f7zm
- Virtual International Authority File: 57147732
- WorldCat: E39PBJm9gdFfCHKWXMdh6hHHmd